# Petr Hába
Petr Hába est un joueur d'échecs tchécoslovaque puis tchèque né le 6 janvier 1965 à Gottwaldov.
Au 1er octobre 2023, il est le 24e joueur tchèque avec un classement Elo de 2 445 points.

## Biographie et carrière
Petr Hába remporta le tournoi de Prague en 1990 et le championnat tchèque en 1996 et 2002. Il finit deuxième du championnat tchécoslovaque en 1991 et deuxième du championnat tchèque en 1998.
Grand maître international depuis 1984, Hába représenta la Tchécoslovaquie lors l'olympiade de 1988 et la République tchèque lors des olympiades de 1996, 2002 et 2004, marquant 17,5 points en 34 parties. Il remporta la médaille de bronze individuelle à l'échiquier de réserve lors du championnat d'Europe d'échecs des nations de 1997.
En 2011, il remporta la médaille de bronze par équipe avec l'équipe du Nový Bor